# كيم تيلي
كيم تيلي (بالفرنسية: Kim Tillie)‏ مواليد 15 يوليو 1988، هو لاعب كرة سلة فرنسي ويحمل الرقم 14. يبلغ طوله 6 قدم 11 بوصة (2.1 م).

## فرق لعب لها
- أسفيل باسكت
- سي بي مورسيا
- ساسكي باسكونيا

## الميداليات
| الميدالية | المسابقة                         |
| --------- | -------------------------------- |
| برونزية   | بطولة كأس العالم لكرة السلة 2014 |

## روابط خارجية
- كيم تيلي على موقع الاتحاد الدولي لكرة السلة (الإنجليزية)
- كيم تيلي على موقع الدوري الأوروبي لكرة السلة (الإنجليزية)
- كيم تيلي على موقع الدوري الإسباني لكرة السلة (الإسبانية)
- كيم تيلي على موقع كرة السلة الأوروبية.كوم (الإنجليزية)
- كيم تيلي على موقع كلية كرة السلة في سبورتس رفرنس.كوم (الإنجليزية)
- كيم تيلي على موقع ريلجم (الإنجليزية)
- كيم تيلي على موقع بروبوليرز (الإنجليزية)
- كيم تيلي على موقع سبورتس رفرنس (الإنجليزية)
- كيم تيلي على موقع اللجنة الأولمبية الدولية (الإنجليزية)
- كيم تيلي على موقع أوليمبيديا (الإنجليزية)